# Sphex nitidiventris
Sphex nitidiventris là một loài côn trùng cánh màng trong họ Sphecidae, thuộc chi Sphex. Loài này được Spinola miêu tả khoa học đầu tiên năm 1851.